# Богдо-Ула
Богдо-Ула чи Богдо-Ола (монг. Богд уул (нуруу), кит.: 博格达山) — хребет гірської системи Тянь-Шань, який є одним зі східних його відрогів.
Розташований в Сіньцзян-Уйгурському автономному районі на схід від міста Урумчі. Простягається з заходу на схід на відстань близько 300 км, розділяючи Турфанську улоговину (на півдні) і Джунгарську рівнину (на півночі). Найвища точка — гора Богдо-Ула (5445 м).
Схили хребта круті, у верхній частині розташовуються льодовики і вічні сніги. У середньому поясі ростуть хвойні ліси і високогірні чагарники, альпійські луки. У нижньому — пустельні і степові ландшафти. На північно-західному схилі гори Богдо-Ула знаходиться високогірне озеро Тяньчі відоме, як «перлина Тянь-Шаню».
Найбільша висота 5445 м.
Вершини вкриті снігом, є льодовики. Нижче на схилах — альпійські луки і ялинові ліси. На Богдо-Улі бере початок ряд річок (найбільша — Дабанчін-Гол).